# Pierre Sébastien Thouvenel
Pour les articles homonymes, voir Thouvenel.
Pierre Sébastien Thouvenel est un homme politique français né le 24 août 1782 à Médonville (Vosges) et décédé le 10 octobre 1837 à Lunery (Cher).

## Biographie
Médecin à Pont-à-Mousson, il est député de la Meurthe de 1827 à 1833, siégeant dans l'opposition libérale. Il est l'un des signataires de l'adresse des 221. Il soutient ensuite la monarchie de Juillet.